# Dänische Sprachreskripte von 1851

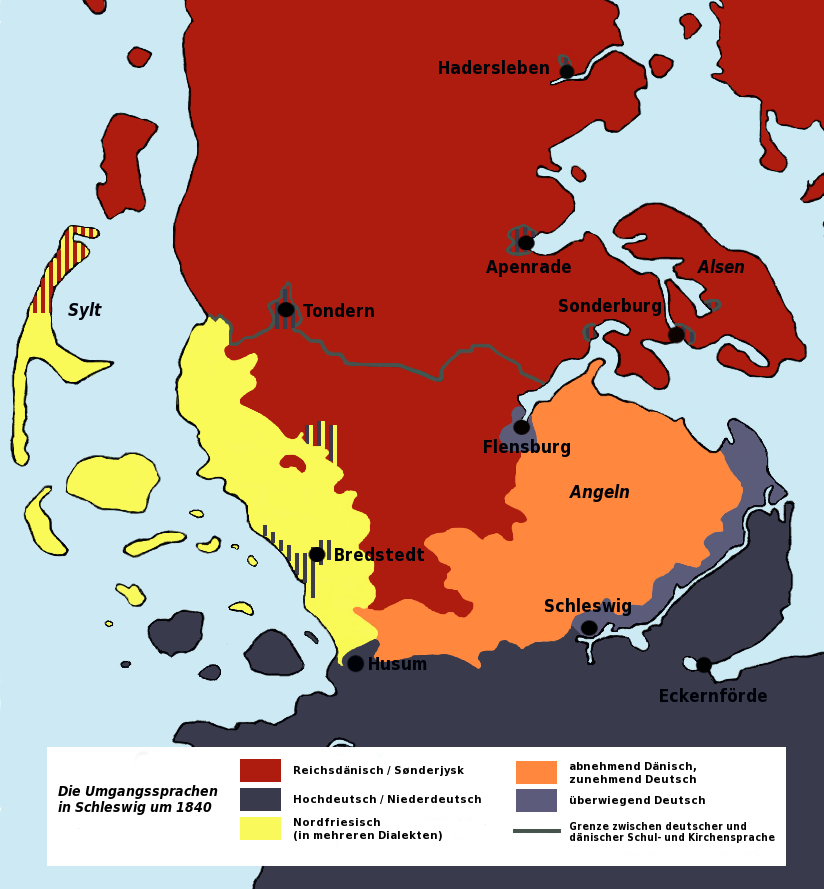
Darstellung des Sprachwechsels im Herzogtum Schleswig um 1840. Die Karte zeigt auch, dass vorherrschende Umgangssprache und Kirchensprache nicht immer deckungsgleich waren.

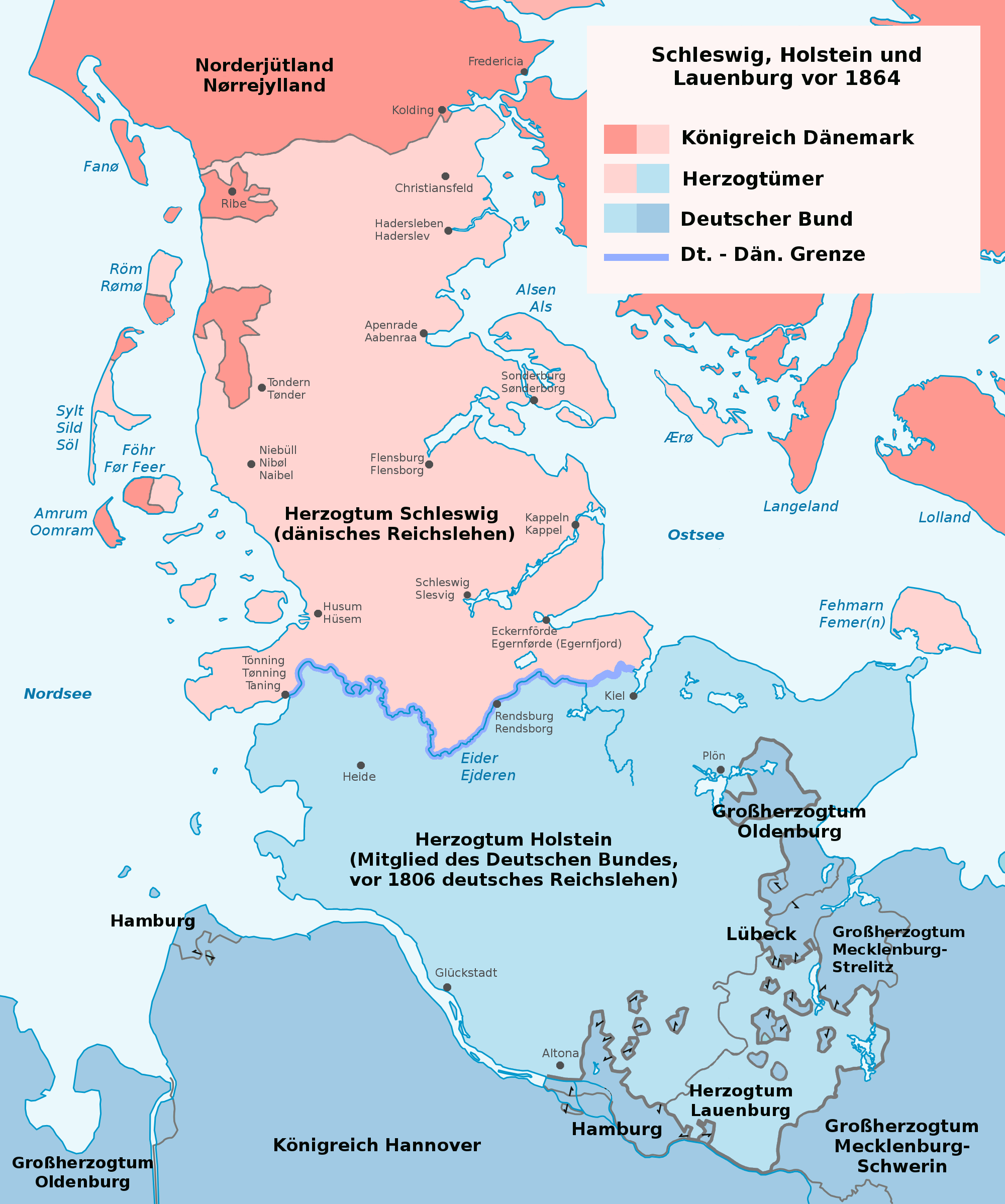
Die politische Stellung der Herzogtümer bis 1864

Die Dänischen Sprachreskripte von 1851 waren eine sprachpolitische Maßnahme der damaligen konservativ geprägten dänischen Regierung mit dem Ziel den Sprachwechsel zum Deutschen in den mittleren Teilen des Herzogtums Schleswig aufzuhalten und Schleswig nach der Niederschlagung der Schleswig-Holsteinischen Erhebung 1848/1849 durch Angleichung der Sprache und Kultur stärker an das Königreich Dänemark zu binden. Zu diesem Zweck wurde Dänisch als Unterrichtssprache in 58 Gemeinden im mittelschleswigschen Bereich, in denen Dänisch noch verbreitet war, aber sonst oft schon überwiegend Deutsch gesprochen wurde, eingeführt. In den Kirchen sollte wechselsweise auf Deutsch und Dänisch gepredigt werden. Gerichtsverhandlungen sollten sich der Sprache bedienen, die von den betroffenen Personen bezvorzugt wurden.
Schleswig selbst war mehrsprachig, wobei im Norden das Dänische, im Süden das Deutsche und in Teilen Nordfrieslands das Friesische vorherrschte. In den mittleren Gebieten (wie in Angeln und auf der Geest) verlief im 19. Jh. ein Sprachwechsel (language shift) vom Dänischen zum Deutschen. Die Sprachenfrage war bereits in der ersten Hälfte des 19. Jh. zuvor ein wichtiger Aspekt der Schleswig-Holstein-Frage gewesen. Durch den wachsenden Nationalismus gewann die Muttersprache als Ausweis der nationalen Identität immer mehr an Bedeutung. Die Sprachreskripte sind somit als Ausdruck des dänischen Strebens nach einem in Sprache und Kultur einheitlichen Nationalstaat zu verstehen. Auf Seiten der deutschgesinnten Schleswig-Holsteiner führte der Versuch der zwangsweisen Danisierung jedoch zu gesteigertem Dänenhass und war mitwirkend beim Auseinanderbrechen des dänischen Gesamtstaats. Nach der dänischen Niederlage im Deutsch-Dänischen Krieg 1864 wurden die dänischen Sprachreskripte aufgehoben. In der preußischen Provinz Schleswig-Holstein wurde dann ab 1871 die dänische Sprache in Nordschleswig mit ähnlichen Maßnahmen unterdrückt.

## Vorgeschichte
Das Herzogtum Schleswig war seit dem Mittelalter ein dänisches Lehen. Durch den Vertrag von Ripen 1460 bestand eine Personalunion mit dem Königreich Dänemark. Der Dänische Gesamtstaat war ein Vielvölkerstaat, der durch die Loyalität zum gemeinsamen Herrscher zusammengehalten wurde. Innerhalb des Gesamtstaats dominierte seit dem 15. Jahrhundert die deutsche Sprache als Sprache der Oberschicht und der Gebildeten. Deutsche bildeten im 18. Jahrhundert einen wesentlichen Teil der Oberschicht und des Kulturlebens der Hauptstadt Kopenhagen. Selbst die Könige aus dem Haus Oldenburg, ihre meist aus deutschen Herrscherhäusern stammenden Ehefrauen und die über Jahrhunderte aus deutschen Adelsfamilien rekrutierten Regierungsmitglieder sprachen häufig kein Dänisch. Erst unter Christian VII. wurde, vor allem als Reaktion auf die Regierung des Deutschen Johann Friedrich Struensee, Kritik an der Dominanz des Deutschen laut. Ove Høegh-Guldberg führte nach 1772 Dänisch als Kommandosprache des Heeres ein. Gleichzeitig entwickelte sich eine eigene dänische Literatur.

### Mehrsprachigkeit in Schleswig
Schleswig war seit dem Mittelalter ein „Sprachkontaktgebiet“ und auch im 19. Jahrhundert vielsprachig. Die ländliche Bevölkerung, die etwa 90 % der Einwohner ausmachte, bediente sich im Alltag verschiedener Sprachen und Dialekte. Viele Schleswiger waren mehrsprachig. Etwa die Hälfte von ihnen nutzte wenigstens teilweise dänische Dialekte, vor allem die unterschiedlichen Dialekte des Sønderjysk (Südjütisch). Dabei wanderte die Zone, in der die dänischen Dialekte im Alltag vorherrschend waren, im Laufe der ersten Hälfte des 19. Jahrhunderts nach Norden. Das in Angeln und in Schwansen gesprochene Angeldänisch, mit seiner zunehmenden Durchsetzung mit deutschen Lehnwörtern eher eine Mischsprache als ein dänischer Dialekt, war schon seit dem Ende des 18. Jahrhunderts am Verschwinden. Südlich der Linie Schleswig–Husum wurde fast ausschließlich Niederdeutsch gesprochen. Zur Zeit des Sprachwechsels bildete sich schließlich im auf der Geest gelegenen Kirchspiel Viöl Mitte des 19. Jahrhunderts mit dem südjütischen Dialekt Fjoldemål noch eine Sprachinsel. An der Westküste zwischen Husum und Wiedau waren die teilweise von Ort zu Ort unterschiedlichen Dialekte des Nordfriesischen verbreitet. Keine dieser Sprachen verfügte über eine Verschriftlichung oder gar Literatur. Die dänischen und friesischen Dialekte wurden als Regionalsprachen meist nur in einem lokal begrenzten Raum gesprochen, so dass für die überregionale Verständigung die Beherrschung mindestens einer weiteren Sprache nötig war. Da sich die Südschleswiger wirtschaftlich zumeist nach Süden orientierten, waren Deutschkenntnisse unverzichtbar.
Zusammen mit dem rein deutschsprachigen Herzogtum Holstein wurde Schleswig von der Deutschen Kanzlei verwaltet, deren Verwaltungssprache Hochdeutsch war. Die hochdeutsche Sprache hatte bereits um 1700 als alleinige Amtssprache das Niederdeutsche verdrängt. Dabei sprach nur die verhältnismäßig kleine städtische Oberschicht Hochdeutsch. Trotzdem war Hochdeutsch auch Kirchen- und Schulsprache in den Gemeinden südlich der späteren Clausen-Linie und in allen Städten. In den Landgemeinden nördlich davon wurde zumindest teilweise auf Reichsdänisch gepredigt – und im selben Gottesdienst aus dem deutschen Gesangbuch gesungen, denn ein dänisches Gesangbuch für Schleswig gab es lange nicht. Das Christelig Psalmebog von 1801 stieß in vielen pietistischen dänischsprachigen Gemeinden wegen seiner rationalistischen Prägung auf Ablehnung. In den Landschulen in Nordschleswig wurde häufig auf Dänisch unterrichtet, wobei dänischsprachige Schulbücher erst gegen Ende des 18. Jahrhunderts eingeführt wurden. Die nicht verschriftlichten Volkssprachen und Dialekte wurden von weltlichen und kirchlichen Obrigkeiten gezielt bekämpft. Das geschah einerseits, um Einheitlichkeit zu schaffen. Andererseits herrschte die Annahme, dass Bildung nur in der Hochsprache möglich sei. So lag der für das Verständnis der lutherischen Lehre notwendige Katechismus nur in der Hochsprache vor, weshalb die meisten Prediger großen Wert darauf legten, dass in den Schulen Hochdeutsch unterrichtet wurde. Auch in der Bevölkerung war die Ansicht verbreitet, dass Hochdeutsch die Sprache der Bildung sei. Deshalb nahm die Zahl der Eltern, die mit ihren Kindern deutsch statt dänisch oder friesisch sprachen, kontinuierlich zu. Damit änderte sich innerhalb weniger Jahrzehnte die Muttersprache. Der Gebrauch der dänischen Alltagssprache wurde zunehmend ein Unterschichtenphänomen. Aber gerade in Kreisen, in denen Hochdeutsch nur mangelhaft beherrscht wurde, sprach man der hochdeutschen Kirchensprache ein sakrales Bedeutung zu ähnlich der Liturgiesprache Latein in der katholischen Kirche. Nur vereinzelt erhoben sich Stimmen aus der Pastorenschaft, die für eine Angleichung der Kirchen- und Schulsprache an die Umgangssprache warben, um sicherzustellen, dass ihre Gemeinde die christliche Botschaft auch wirklich verstand.

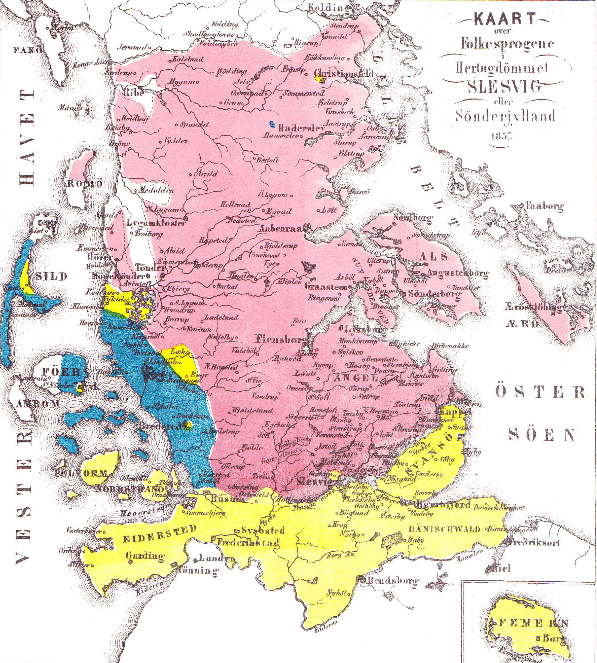
Nach der Darstellung der Sprachverhältnisse aus dänischer Sicht durch Carl Ferdinand Allen 1858 war Dänisch bis zur Schlei die vorherrschende Sprache.

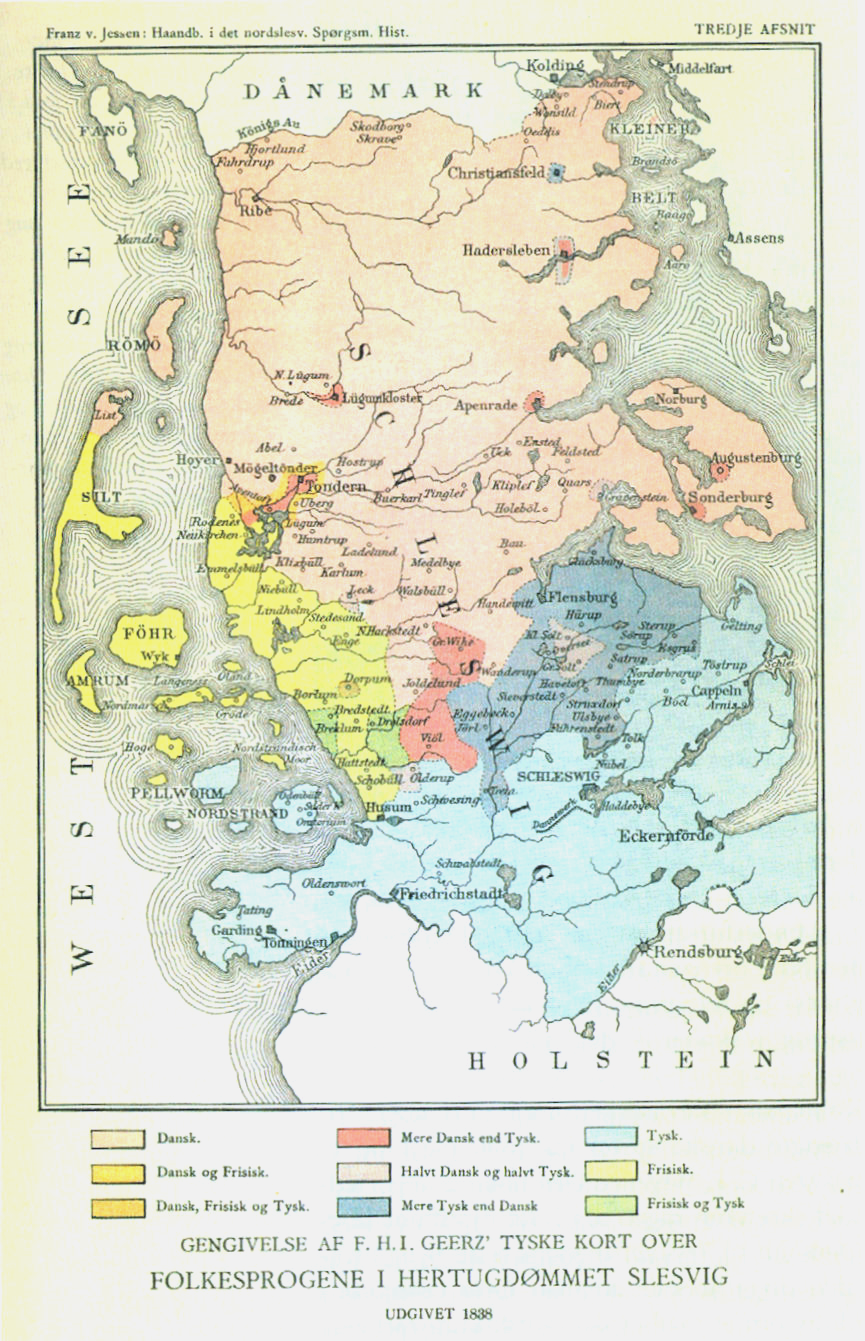
Die Karte von Franz Geerz von 1838 zeigt ein differenziertes Bild der Sprachverhältnisse in Schleswig (rosa = Dänisch, gelb = Friesisch, blau = Deutsch, rot = mehr Dänisch als Deutsch, grau = mehr Deutsch als Dänisch).

### Die Sprache als Politikum in der ersten Hälfte des 19. Jahrhunderts
Bis zu den durch die Napoleonischen Kriege zu Beginn des 19. Jahrhunderts ausgelösten Krisen galt der dänische Gesamtstaat als fortschrittlicher Staat, in dem der Nationalität und Sprache der Einwohner keine über den Alltag hinausgehende Bedeutung eingeräumt wurde. Der dänische König erfuhr von allen Untertanen unabhängig von ihrer Muttersprache die gleiche Verehrung.

#### Die Sprachgesetze von 1806 und 1810
1806 löste sich das Heilige Römische Reich Deutscher Nation, dem das Herzogtum Holstein angehörte, auf. Der dänische König Christian VII. erklärte daraufhin das zum Deutschen Reich gehörende Herzogtum Holstein für einen „völlig ungetrennte[n] Theil“ des dänischen Königreichs. Ein Gesetz verlangte 1807 von allen Beamten der Herzogtümer die Beherrschung beider (Hoch-)Sprachen. Alle öffentlichen Verfügungen in beiden Herzogtümern sollten ab sofort zweisprachig erschienen. Am 15. Dezember 1810 erließ Friedrich VI. dann ein Gesetz, nach dem Dänisch überall dort Verwaltungs-, Gerichts-, Schul- und Kirchensprache sein solle, wo die Bevölkerung im Alltag Dänisch spreche. Die deutschen Beamten der Deutschen Kanzlei und in den Ämtern widersetzten sich der Einführung mit den Argumenten, dass sie erstens selbst kein Dänisch beherrschten und zweitens das in Mittelschleswig gesprochene „Rabendänisch“ von Reichsdänisch etwa soweit entfernt sei wie von Hochdeutsch. Immerhin wurde ein Lehrstuhl für dänische Sprache an der Universität Kiel eingerichtet und von allen künftigen Beamten in den Herzogtümern die Beherrschung der dänischen Sprache gefordert.
Durch die Schulreform des Generalsuperintendenten Jacob Georg Christian Adler wurden ab 1814 die Unterrichtsinhalte vereinheitlicht, der Bildungsstandard angehoben und die Schulpflicht ausdrücklicher als bisher eingefordert. Dänisch als Schulsprache war allerdings nur in den Landschulen in Gegenden mit dänischer Kirchensprache vorgesehen, nicht aber an den städtischen Schulen und in gemischtsprachigen Gebieten. Zwar dauerte es mehrere Jahrzehnte, bis sich die Reform durchgesetzt hatte, doch führte sie letztendlich zu einer Stärkung des Deutschen auch in Nordschleswig. In Mittelschleswig beschleunigte sich durch die zunehmende hochdeutsche Alphabetisierung das Aussterben der dänischen Dialekte, da die Bevölkerung erlebte, wie die Beherrschung des (Hoch-)Deutschen Bildungs- und damit Aufstiegschancen gewährte, und Eltern deshalb mit ihren Kindern eher Deutsch als Angeldänisch sprachen.
Mit dem Wiener Kongress 1815 wurde Holstein zu einem Teil des Deutschen Bundes. Dänemark wurde verpflichtet, beide Herzogtümer gleich zu behandeln und Schleswig nicht fester an sich zu binden. Die Sprachgesetze von 1807 und 1810 blieben weitgehend unbeachtet.
Um die Stimmung auszuloten, stellte der dänische Etatsrat Jacob Brønnum Scavenius (1749–1820) 1815 eine Preisaufgabe über die Geschichte der dänischen Sprache in Schleswig. Besonders der dritte Teil der Fragestellung, in dem nach Möglichkeiten gefragt wurde, wie die dänische Sprache ihre Stellung „als älteste allgemeine Landessprache“ zurückerlangen könne und „somit Südjütland wieder in seiner Sprache das werden, was es früher gewesen ist, eine dänische Provinz“, erregte Anstoß bei den „ersten politischen Schleswig-Holsteinern“. Als deren Sprachrohr beschuldigte Niels Nikolaus Falck Scavenius, den deutschsprachigen Schleswigern ihre Sprache rauben zu wollen und einen Keil zwischen die Herzogtümer zu treiben. Trotzdem gingen drei Preisschriften ein: Der Neumünsteraner Pastor Ernst Christian Kruse (1764–1846) konstatierte in Ueber das Verhältnis der dänischen Sprache zur deutschen im Herzogthume Schleswig (1817) zwar, dass die Bevölkerung in manchen Gegenden wie in Angeln im Alltag eine Sprache mit Anklängen an das Dänische spreche, lehnte aber eine Einführung einer dänischen Schul- und Kirchensprache ab. Der Breklumer Pastor Nikolaus Outzen äußerte sich dagegen in Ueber die dänische Sprache in Schleswig (1819) befremdet darüber, dass die kirchliche Verkündigung in Gegenden, wo die Muttersprache Dänisch sei, auf Deutsch geschehe. Den Preis gewann die „mit gewohnter Gelehrsamkeit“ auf Dänisch verfasste Schrift des Konferenzrats Erich Christian Werlauff (1781–1871), Dozent für nordische Geschichte an der Universität Kopenhagen, für seinen Forsøg til det danske Sprogs Historie i Hertugdømmet Slesvig, die allerdings die strittige dritte Frage gar nicht behandelte.

#### Die Schleswig-Holstein-Frage der 1830er und 1840er Jahre
In den 1830er Jahren entwickelten sich sowohl auf dänischer als auch auf deutscher Seite nationalistische Bestrebungen, zu denen auch die Vorstellung des monolingualen Staats mit einer Staatssprache gehörte. Der Flensburger Jurist Christian Paulsen statuierte in seiner Schrift Ueber Volksthümlichkeit und Staatsrecht des Herzogthums Schleswig nebst Blicken auf den ganzen dänischen Staat von 1832, dass Schleswig staatsrechtlich ein Teil von Dänemark sei. Fünf Jahre später beklagte er in Det danske sprog i hertugdømmet Slesvig das schlechte Ansehen, das die dänische Sprache habe, und forderte, dass Dänisch überall dort Schul- und Kirchensprache sein müsse, wo die dänische Alltagssprache vorherrsche. Die Hälfte der Einwohner des Herzogtums sei dänischsprachig. Dazu zählte er das gesamte Amt Flensburg, große Teile des Amts Gottorf und vom Amt Tondern, in dessen nördlichem Teil ohnehin Dänisch die Schul- und Kirchensprache war, die Karrharde. Für seine Forderung berief Paulsen sich auf die Gesetze von 1807 und 1810. 1838 wurde in Kopenhagen der Foreningen til dansk Læsnings Fremme i Slesvig (= Verein zur Förderung dänischer Lektüre in Schleswig) ins Leben gerufen, der durch die Gründung von Leihbibliotheken die Verbreitung dänischen Schriftguts förderte. Im selben Jahr erschien erstmals die anti-schleswig-holsteinische Zeitung Dannevirke. Ebenfalls 1838 wurde der Antrag auf dänische Amtssprache in dänischsprachigen Gebieten von der Schleswigschen Ständeversammlung mit knapper Mehrheit angenommen, worauf Christian VIII. 1840 ein Gesetz erließ, das Dänisch als Rechts- und Verwaltungssprache in Nordschleswig einführte, wobei in gemischtsprachigen Gebieten beide Sprachen in allen offiziellen Bereichen erlaubt sein sollten. In den höheren Schulen in Nordschleswig sollte Dänisch statt Deutsch unterrichtet werden. Gegen letzteres protestierten deutschsprachige Familien in Nordschleswig, die eine tägliche Deutschstunde forderten, was auch gewährt wurde. In den folgenden Jahren passten sich in den gemischtsprachlichen Gebieten Kirchen und Schulen sehr individuell an die Bedürfnisse der Bevölkerung an. Entscheidend blieb neben den Fähigkeiten der Prediger und Lehrer aber deren politische Einstellung, denn die im Gesetz von 1840 enthaltene Forderung an die Beamten, Prediger und Lehrer, sich Kenntnisse in der dänischen Sprache anzueignen und diese im Amtsverkehr zu nutzen, wurde von Deutschgesinnten häufig umgangen. Auch in Nordschleswig blieb Deutsch in etlichen Schulen die vorherrschende Sprache. Trotz dieser Zugeständnisse äußerten führende deutschsprachige Lokalpolitiker die Sorge, dass das Gesetz die Einheit der Herzogtümer gefährde.
In den folgenden fünf Jahren verstärkte sich die nationalistische Propaganda auf beiden Seiten. Eine als Eiderdänen bezeichnete Gruppe der dänischen Liberalen strebte mit Hinblick auf die jahrhundertelange Zugehörigkeit Schleswigs zu Dänemark eine Ausweitung des Königreich bis zur Eider unter Ausschluss von Holstein an. Deutschgesinnte Schleswiger sahen Schleswig dagegen als Teil der deutschen Nation und verlangten mit Berufung auf das Up ewig ungedeelt aus dem Ripener Vertrag ein unabhängiges Schleswig-Holstein im Deutschen Bund. Für beide Parteien war die Nutzung der jeweilige Sprache ein Bekenntnis zu ihrer Nationalität. König Christian VIII. versuchte mit seinen Sprachgesetzen vor allem, möglichst wenig Unzufriedenheit in den Herzogtümern aufkommen zu lassen, um so den Gesamtstaat zusammenzuhalten, erregte damit jedoch den Unwillen der eiderdänischen Fraktion. Eine 1846 durch die Deutsche Kanzlei veranlasste Umfrage ergab, dass das Angeldänische weitgehend ausgestorben sei und südlich der Wiedau nur noch auf dem Geestrücken bis nach Viöl Dänisch als Volkssprache verbreitet war.
Das königliche Reskript vom 28. Januar 1848, das aus der bisherigen Personalunion eine Realunion zwischen Dänemark und Schleswig machte, stieß auf den Widerstand der deutschen Nationalisten. Mit der Proklamation der Provisorischen Regierung der Herzogtümer am 24. März 1848 begann die von dänischer Seite Treårskrigen – Dreijahreskrieg genannten Schleswig-Holsteinische Erhebung.

## Die dänische Sprachpolitik nach der Schleswig-Holsteinischen Erhebung
Mit dem Waffenstillstand am 10. Juli 1849 war das Herzogtum Schleswig faktisch geteilt. Die Grenze verlief im Osten zwischen Gelting und Flensburg und im Westen zwischen Tondern und Hoyer, was im „Großen und Ganzen der Grenze zwischen den loyalen dänisch gesinnten und den aufrührerischen schleswig-holsteinischen Gebieten“ entsprach. Im nördlichen Teil unter schwedischer Regierung gewann die eiderdänische Fraktion Zulauf und forderte den Anschluss an das Königreich, während im südlichen, unter preußischer Verwaltung stehenden Teil die Bevölkerung sich als deutsch empfand und die Aufnahme in den Deutschen Bund anstrebte. Mit dem Frieden von Berlin am 2. Juli 1850 zog sich Preußen aus Schleswig zurück. Drei Wochen später unterlag die Schleswig-Holsteinische Armee in der Schlacht bei Idstedt den Dänen. Damit stand das Herzogtum Schleswig wieder ganz unter dänischer Regierung, die unter Einfluss der Eiderdänen die bisherige auf Ausgleich bedachte Politik aufgab.

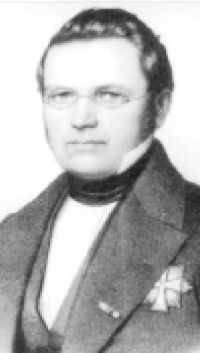
Frederik Ferdinand Tillisch

### Regierung Tillisch
Frederik Ferdinand Tillisch, seit 1849 Mitglied der dreiköpfigen Regierungskommission in Herzogtum Schleswig zusammen mit dem preußischen Vertreter Graf Eulenberg und dem englischen Vertreter Oberst Hodges, wurde im Juli 1850 königlicher Kommissar mit absoluter Macht in Schleswig und ab dem 5. März 1851 erster Amtsinhaber des neugegründeten Ministeriums für Schleswig, das seinen Sitz zunächst in Flensburg hatte. In seinen wie in den Augen vieler Dänen war die Schleswig-Holsteinische Erhebung ein von aufständischen Beamten verursachter Bürgerkrieg. Eine seiner ersten Maßnahmen war daher die Entlassung deutschgesinnter Beamter. Bis Ende 1850 wurden 243 Beamte entlassen, von denen nur elf begnadigt und mit Pension in den Ruhestand versetzt wurden. Die Entlassenen, darunter der Generalsuperintendent Johannes Andreas Rehhoff, die Pröpste und mit rund 75 Predigern etwa ein Viertel der Pastorenschaft im Herzogtum sowie fast alle Lehrer der Lateinschulen, verloren ihr Einkommen und mussten häufig innerhalb von Tagen das Herzogtum verlassen. Trotz des Amnestiepatents für Schleswig vom 10. Mai 1851 wurden in den folgenden Jahren weitere Beamte, Prediger und Lehrer entlassen. Die Entlassungsgründe wurden den Betroffenen nicht direkt mitgeteilt, sondern im Kirchen- und Schulblatt veröffentlicht, wobei bei einem Fünftel aller Entlassenen gar keine Begründung genannt wurde.  Die Entlassenen wurden durch Beamte aus dem Königreich ersetzt. Tillisch beabsichtigte auch, die freigewordenen Predigerstellen interimistisch durch erfahrene Prediger aus Nordschleswig zu besetzen, doch diese waren trotz des Versprechens eines zusätzlichen Einkommens mehrheitlich nicht dazu bereit. Daher wurden junge Theologen aus dem Königreich, die an der Universität Kopenhagen studiert hatten, eingestellt, obwohl diese über keine Berufserfahrung und oft auch keine Deutschkenntnisse verfügten.
Tillischs Ziel war eine möglichst enge Verbindung zwischen Schleswig und Dänemark und damit eine möglichst große Trennung zwischen den beiden Herzogtümern. Um Schleswig enger an das Königreich zu binden, plante er die „Danisierung“ durch Verbreitung der dänischen Sprache, Kultur, Bräuche, Sitten und Gebräuche. Ziel dieser Maßnahmen war es auch, den Sprachwechsel von Jütisch zu Niederdeutsch der vergangenen Jahrzehnte in Mittelschleswig rückgängig zu machen. Mit der Umsetzung beauftragte Tillisch seinen Sekretär August Regenburg (1815–1895).

### August Regenburg
August Regenburg stammte aus Aabenraa und hatte an der Sorø Akademie bei Casper Frederik Wegener studiert, einem geradezu fanatischen Verfechter des Dänentums, der 1848 Geheimarchivar und Historiograph bei der dänischen Regierung wurde. Wegener blieb für Regenburg prägend und beide setzten die Korrespondenz auch weit über Regenburgs Studienzeit hinaus fort. 1842 war Regenburg in die Dänische Kanzlei eingetreten, wo er zunächst Privatsekretär des nationalkonservativen Politikers P. C. Stemann wurde. 1849 berief Tillisch ihn zu seinem Sekretär und übertrug ihm am 1. September 1850 die Verwaltung der schleswigschen Kirchen-, Schul- und Unterrichtsangelegenheiten. Regenburg setzte die von Tillisch begonnenen Entlassungen der Prediger und Lehrer fort. Bestärkt in seinem Bemühen, die dänische Sprache im ganzen ehemaligen Sprachgebiet wiederherzustellen, wurde er durch seinen früheren Lehrer Wegener. Auf die Ergebnisse der Befragungen von 1846, die ergeben hatten, dass sich das dänische Sprachgebiet seit Beginn des Jahrhunderts erheblich verkleinert hatte und ein großer Unterschied zwischen den lokalen Dialekten und Reichsdänisch bestand, ging er bewusst nicht ein. Auch einer 1850 von Tillisch angeforderten Stellungnahme der Visitatoren der betroffenen Propsteien, die eine langsame Anpassung empfahlen, folgte er nur zu Teilen.

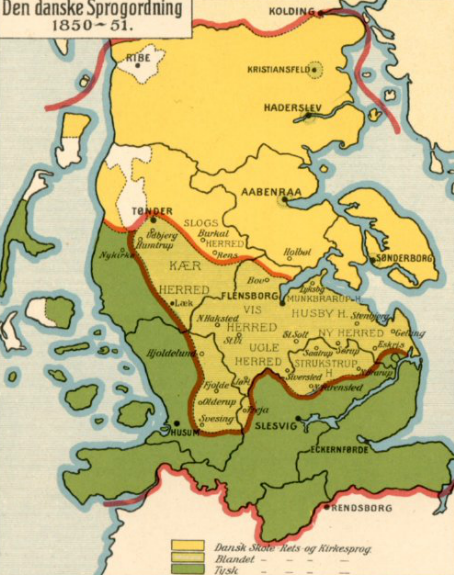
Dänische Sprachordnung 1851: In den gelbgefärbten Gebieten galt nur Dänisch als Amts-, Schul- und Kirchensprache, in den grünen nur Deutsch und in dem Gebiet dazwischen sollte zunächst mit den Sprachen abgewechselt werden.

### Die Reskripte und ihre Durchsetzung
Die von Regenburg verfassten Sprachreskripte traten am 7. Februar 1851 im Amt Tondern und der Propstei Flensburg, am 8. Februar in den Propsteien Husum und Bredstedt und am 4. März in der Propstei Gottorf in Kraft. Die Reskripte wurden zunächst nur den Predigern bekanntgegeben, erst am 2. April 1851 erfolgte die Publikation im Altonaer Mercur. Sie verfügten, dass mit Beginn des Sommerhalbjahres ab Ostern 1851 Dänisch alleinige Unterrichtssprache für die Bürger- und Dorfschulen sein sollte. An den höheren Schulen ließ man den Schülern etwas Zeit, genügend Dänisch zu lernen, um dem Unterricht folgen zu können. Deutsch sollte nur noch an vier Stunden in der Woche unterrichtet werden. Amtmann und Propst – nach der Entlassungswelle größtenteils Dänen – mussten als Kirchenvisitatoren sicherstellen, dass die Lehrer der dänischen Sprache mächtig waren, und dänische Unterrichtsmaterialien für alle Schulen anschaffen. In den Gottesdiensten sollte wöchentlich zwischen deutscher und dänischer Predigt abgewechselt werden. Bei Kasualien durften die Gemeindeglieder wünschen, in welcher Sprache sie durchgeführt werden sollten. Welche Sprache in amtlichen Angelegenheiten und vor Gericht genutzt wurden, sollten in den gemischtsprachigen Gebieten die Betroffenen wählen dürfen. Diese Sprachreskripte betrafen insgesamt 49 Kirchspiele einschließlich der weitgehend deutschsprachigen Stadt Tondern.
In den Städten Hadersleben, Apenrade und Sonderburg, in denen bisher meist auf Deutsch gepredigt worden war, sollten die Gottesdienste jeweils zur Hälfte in beiden Sprachen abgehalten werden. Als Hauptunterrichtssprache löste Dänisch Deutsch ab, wenn auch weiterhin Deutschunterricht gegeben wurde. Amtssprache wurde allein Dänisch. In Flensburg, wo die dänische Heiliggeistkirche bis dahin nur eine Filialkirche ohne eigene Gemeinde und ohne Befugnis, Amtshandlungen durchzuführen, gewesen war, bildete sich eine freie dänische Gemeinde, in der jeder unabhängig von der Nationalität ohne Parochiezwang – für die damalige Zeit, in der die Zugehörigkeit zu einer Kirche allein vom Wohnort abhängig war, eine absolute Ausnahme – Mitglied werden konnte. Ebenfalls wurden in Flensburg dänische Schulen für Jungen und Mädchen gegründet. Sogar an der Domschule Schleswig, die gar nicht im von den Reskripten betroffenen Gebiet lag, wurde der Dänischunterricht zur Pflicht.
Damit alle betroffenen Kirchspiele dänischsprachige Prediger bekamen, wurden auch diejenigen deutschen Pastoren im gemischtsprachigen Gebiet, die nicht bereits wegen antidänischer oder pro-schleswig-holsteinischer Äußerungen entlassen worden waren, in den Ruhestand oder auf Pfarrstellen in rein deutschsprachigen Gegenden versetzt. Im Amt Flensburg blieben nur vier der 26 Pastoren. Neubesetzt wurden die Stellen fast gänzlich mit Kandidaten der Universität Kopenhagen. Um künftig das geeignete dänischsprachige Personal zu bekommen, wurde die Ausbildungsordnung angepasst: Die Pflicht eines zweijährigen Studium an der Universität Kiel für künftige Beamte in den Herzogtümern wurde aufgehoben. 1852 wurde die Prüfungsordnung für die Kandidaten der Theologie dahingehend geändert, dass statt wie zuvor die Fragen der schriftlichen Prüfungen zur Hälfte auf Latein und zur Hälfte auf Deutsch beantwortet werden sollten, nun je zur Hälfte deutsch und dänisch geantwortet werden sollte, und dass zur deutschen Probepredigt und -katechese jeweils eine dänische hinzukam.
Lehrer waren zwar nicht im selben Maße entlassen worden wie Prediger, trotzdem fehlten auch hier die Bewerber, weshalb ebenfalls oft dänischsprachige Berufsanfänger ganz ohne Seminarausbildung und Deutschkenntnisse eingestellt wurden. Gleichzeitig blieben auch Lehrer im Amt, die sich neben dem Unterricht erst beim neuen Pastor oder dem ihnen von der Regierung zugeordneten Hilfslehrer Dänisch beibringen ließen. Vom 1851 gegründeten Komitee zur Gründung dänischer Volksbibliotheken in Schleswig wurden sie mit der Einrichtung von Volks- und Schulbibliotheken mit hauptsächlich dänischer Lektüre beauftragt. Das Schullehrerseminar in Tondern wurde ganz auf Dänisch umgestellt, während die Eröffnung eines deutschen Seminars in Eckernförde verzögert wurde.
In den folgenden Jahren kamen weitere Verschärfungen hinzu: 1855 wurden die vier Stunden Deutschunterricht an den Landschulen der sprachlich gemischten Distrikte abgeschafft. Auch an den höheren Schulen wurde der Anteil der auf Dänisch erteilten Stunden erhöht. Ebenfalls ab 1855 sollte die Konfirmation nur noch auf Dänisch stattfinden, da sie von der dänischen Regierung vor allem als Schulabschluss und nicht als Glaubenszeugnis angesehen wurde. Hausunterricht wurde verboten, wenn die Kinder dadurch dem Dänischunterricht in der Schule entzogen würden. Auch gegen auf Deutsch gehaltene Sonntagsschulen und sogar gegen Hausandachten wurde vorgegangen, sobald Personen über den eigenen Haushalt hinaus teilnahmen. Teilweise wurde auch den Lehrern untersagt, das deutschsprachige Schleswig-Holsteinische Schulblatt zu halten. Um die Loyalität der Bevölkerung zu überwachen, wurde von den dänischen Pastoren erwartet, die Gesinnung ihrer Gemeindeglieder anhand der Gottesdienstbesuche, besonders der dänischsprachigen Predigten und Abendmahlsfeiern, und der Bereitschaft, die Kinder zur Schule und zur dänischen Konfirmation zu schicken, zu überprüfen.
Die Korrespondenz mit den übergeordneten Behörden sollte auf Dänisch geschehen. Zwar war über die Schul- und Kirchenakten einschließlich der Kirchenbücher 1851 nichts verfügt worden, doch führten viele dänische Pastoren die Kirchenbücher auf Dänisch und passten teilweise auch die Namen der dänischen Schreibweise an. Auch Taufscheine und andere Bescheinigungen wurden häufig nur in Dänisch erstellt.

### Proteste aus den Gemeinden
Die Maßnahmen der dänischen Regierung stießen von Anfang an auf großen Widerstand. Die zwangsweise Umstellung der Amts-, Schul- und Kirchensprache wurde als Angriff auf die eigene Identität erlebt, auch wenn im Alltag das nun verbotene Hochdeutsch gar nicht gesprochen wurde. Selbst Schleswiger, die während der Erhebung auf dänischer Seite gestanden hatten und sich als treue Untertanen des dänischen Königs empfanden, fühlten von ihrer Regierung verraten und traten nun in Opposition zum dänischen Gesamtstaat. Wie verbreitet die Unzufriedenheit war, zeigt sich in der riesigen Zahl von 37.800 Unterschriften auf den zahlreichen Petitionen gegen die Reskripte, die in den dreizehn Jahren ihrer Geltung an den König und die Ständeversammlung gerichtet wurden, – bei einer Bevölkerung von etwa 80.000 Menschen in den betroffenen 49 Kirchspielen. Dieser Petitionssturm ging nach Ansicht der dänischen Politiker weitgehend von den deutschgesinnten Predigern aus, weshalb er auch als slesvigske præstekrig – Schleswiger Priesterkrieg bezeichnet wurde. Ebenfalls von der Unzufriedenheit der Südschleswiger mit der dänischen Politik zeugt, dass mit jeder Wahl zur Ständeversammlung die dänisch-loyalen Politiker weniger Stimmen erhielten.
Die Entlassung der Pastoren, Küster und Lehrer durch die dänische Regierung wurde als unrechtmäßiger, willkürlicher Eingriff einer Besatzungsmacht in die dörfliche Selbstverwaltung empfunden und verringerte die Bereitschaft, sich auf die aus dem Königreich entsandten, teilweise sogar ohne die in vielen Kirchspielen im südlichen Schleswig übliche Wahl direkt von der Regierung eingesetzten neuen Prediger und Lehrer einzulassen, erheblich. Zudem besaßen viele der jungen Prediger keinerlei Berufserfahrung und beherrschten oft auch nicht genug Deutsch, um die an jedem zweiten Sonntag geforderte deutsche Predigt zu halten. Das 1864 erschienene Schwarzbuch über die Dänische Missregierung im Herzogthum Schleswig zählte darüber hinaus – in teilweise reißerischem Tonfall – zahlreiche Beispiele auf, wie die Pastoren aus dem Königreich ihre deutschsprachigen Kollegen und Gemeinden schikanierten. Beispielsweise hätten manche dänische Pastoren versucht, die Zahl der dänischsprachigen Kasualien und der Besucher ihrer dänischen Gottesdienste und Abendmahlsfeiern durch Bestechung wie den Erlass von Gebühren zu erhöhen. Um zu unterbinden, dass Eltern ihre Kinder in rein deutschsprachige Gebiete zur Konfirmation schickten, hätten manche dänische Pastoren die Ausstellung der dafür nötigen Taufscheine verweigert. Manchmal sei von den Amtmänner die Gewährung diverser Konzessionen beispielsweise für den Betrieb von Gasthäusern auch davon abhängig gemacht worden, wie die Pastoren die Einstellung ihrer Gemeindemitglieder zu den Sprachverordnungen beurteilten. Die Gemeinden antworteten auf die Repressalien mit Gottesdienstboykott, gelegentlich auch mit Gottesdienststörungen und Einstellung der den Pastoren als Teil ihres Einkommens zustehenden Naturalabgaben. Die Generalvisitation 1854/55 erbrachte in fast allen Gemeinden mit Ausnahme von Süderlügum und Ladelund einen deutlich schlechteren Besuch der dänischen Predigten.
Die Eltern der Schulkinder beschwerten sich ebenfalls, seltener wegen des mangelnden Lernerfolgs in den vom deutschsprachigen Schulmeister und dänischem Hilfslehrer parallel erteilten Unterrichts, häufiger wegen der zusätzlichen Kosten für die anzuschaffenden dänischen Schulbücher. Ein besonderer Beschwerdepunkt war jedoch, dass sie nicht nachvollziehen konnten, was ihre Kinder in der Schule lernten, da sie selbst meist kein Reichsdänisch beherrschten. Viele Eltern sahen deshalb die religiöse Bildung ihrer Kinder in Gefahr, da sie wegen der Sprachhürde nicht mit ihnen den Katechismus lernen konnten. Klagen kamen auch, weil Deutschkenntnisse für den Alltag und für die künftige berufliche Ausbildung und Tätigkeit als unabdingbar angesehen wurden. Selbst eigentlich dänischsprachige Gemeinden baten aus diesem Grund um zusätzliche Deutschstunden. Der Zwang zur dänischen Konfirmation führte zu weiteren Petitionsstürmen.

#### Angeln
Vor allem in Angeln gab es starke Proteste gegen das Sprachreskript. Die Halbinsel gehörte jeweils etwa zur Hälfte zu den Ämtern Flensburg und Gottorf. Um die Danisierung durchsetzen zu können, waren im Amt Flensburg fast alle Pastoren ausgetauscht worden und im Amt Gottorf etwa die Hälfte. Das mit steigendem Wohlstand gewachsene Interesse an der Bildung förderte seit Jahrzehnten die Verbreitung des Hochdeutschen. Das Angeldänische wurde in der Folge durch Niederdeutsch als Volkssprache ersetzt. Bei der Umfrage von 1846 gaben die meisten Pastoren an, dass nur noch die Älteren Dänisch sprächen. Doch auch diejenigen, die noch Angeldänisch sprachen, verstanden das Reichsdänische, das in Schule und Kirche eingeführt werden sollte, kaum. In den Gemeinden im südöstlichen Teil der Halbinsel sprach überhaupt niemand mehr die traditionelle Mischsprache. Trotzdem sollte dort Dänisch zur Schul- und Kirchensprache werden. In Gelting fürchtete der Pastor Friedrich Wilhelm Valentiner der St.-Katharinen-Kirche um das Seelenheil der Christen, die ihrer gewohnten Gottesdienste beraubt würden, und besonders der Kinder, deren religiöse Erziehung unter dem Einfluss von Grundtvigs liberaler Pädagogik vernachlässigt würde. Auch der dänischgesinnte Peter Otzen, der 1850 von der dänischen Regierung anstelle eines entlassenen Predigers zum Pastor der Nicolaikirche von Quern ernannt worden war, weigerte sich, vor seiner deutschsprachigen Gemeinde dänisch zu predigen. Als der Pastor der benachbarten Kirche in Esgrus 1851 starb, versuchte Valentiner die Einsetzung eines dänischen Nachfolgers zu verhindern. Wegen seiner antidänischen Haltung wurde er deshalb vom neuen dänischen Amtmann suspendiert, obwohl dieser für das exemte adlige Kirchspiel gar nicht zuständig war. Während der folgenden Jahre schaukelte sich der Streit immer weiter hoch. Der Patron, Baron von Hobe-Geltingen von Gut Gelting, verzögerte die Durchsetzung des Sprachreskripts in den Geltinger Schulen und verhinderte eine Neubesetzung der Stelle auch noch nach Valentiners Ausweisung aus Schleswig 1854, die Kirchspieljuraten appellierten an die Ständeversammlung. Alle Proteste blieben vergeblich: 1856 wurde den Geltinger Gutsherren das Kirchenpatronat erzogen und ein dänischer Pastor ohne Präsentation und Wahl eingesetzt.
Auch in rund dreißig weiteren der etwa vierzig Kirchspielen in Angeln wurde in den 1850er Jahren ein dänischer Pastor eingesetzt, die meisten gleich 1850 nach Entlassung der vorherigen, schleswig-holsteinisch gesinnten Prediger. In mehreren Fällen, in denen sich der Regierungswechsel mit dem Tod des bisherigen Amtsinhaber überschnitten hatte, wurde auch der von der Gemeinde gewählte Nachfolger entlassen, da die Wahl noch unter der Provisorischen Regierung stattgefunden hatte und der neue Stelleninhaber keinen Amtseid auf die dänische Regierung abgelegt hatte. Später wurden, wie beispielsweise 1851 in Esgrus, Wahlen ganz verhindert. Viele der eingesetzten dänischen Prediger wechselten nach wenigen Jahren die Pfarrstelle, wohl auch wegen der schlechten Aufnahme in ihrer neuen Gemeinde.

#### Gemischtsprachige Gebiete
Selbst in gemischtsprachigen Gemeinden wurde das Reskript selten gut aufgenommen. Nur an sehr wenigen Orten waren die dänischen Predigten gut besucht. Häufiger wurde die deutsche Kirchensprache, auch wenn sie nicht mit der Alltagssprache übereinstimmte, als geradezu heilig angesehen. Demzufolge wurde es als Entweihung empfunden, wenn Gottesdienste in der Volkssprache gehalten wurden. Zudem unterschieden sich die im Alltag gesprochenen dänische Dialekte sehr vom Reichsdänischen. Viele angeblich Dänischsprachige verstanden, so ein häufiger Punkt der Petitionen, „die höhere dänische Sprache“ schlechter als das bisher gewohnte Hochdeutsch. In Klixbüll beispielsweise sprach die Bevölkerung im Alltag zwar eine Mischung aus Nordfriesisch und Sønderjysk, verstand jedoch die dänische Hochsprache, in der die Predigt gehalten werden sollte, nicht. Obwohl der langjährige Pastor Friedrich Wilhelm Matthiesen die vierzehntäglich angeordneten dänischsprachigen Gottesdienste hielt, verweigerten die Gemeindeglieder dort wie anderswo deren Besuch. Bei einer Kontrolle durch die Visitatoren fiel auf, dass der Pastor sich an den für die dänischen Predigten vorgesehenen Sonntagen gar nicht erst in die Kirche begab. Matthiesen wurde 1856 entlassen. Für die Wahl des Nachfolgers stellte die Regierung drei Dänen auf, weshalb die wahlberechtigten Bauern nach den unverstandenen Wahlpredigten die Wahl boykottierten. Nachdem der erste dänische Pastor 1860 aufgab und eine Stelle im Königreich annahm, bat der Kirchenvorsteher darum, dass die Kandidaten der nächsten Wahl ihre Probepredigten auf Deutsch hielten. Auch das wurde verweigert.

### Beurteilung der Maßnahmen aus dänischer Sicht
Der eiderdänische Partei, die ganz Schleswig ins Königreich integrieren wollten, gingen die Regelungen der Sprachreskripte nicht weit genug. Um diese Forderung wissenschaftlich zu untermauern, führte Carl Ferdinand Allen, Historiker an der Universität Kopenhagen, in Det danske Sprogs Historie i Hertugdömmet Slesvig eller Sönderjylland von 1856/57 und dessen deutscher Übersetzung Geschichte der dänischen Sprache im Herzogthum Schleswig oder Südjutland von 1858 den Beweis, dass das dänische Sprachgebiet eigentlich bis zur Schlei reiche. Dazu wertete er die Kriminalstatistik nach der Sprache der Angeklagten aus und befragte die dänischen Offiziere, ob die „Wirte“, bei denen sie 1851 im Herzogtum Schleswig einquartiert gewesen seien, sie verstanden hätten. Für die Unzufriedenheit in den Gemeinden machte er die deutschen Pastoren und Beamten verantwortlich, die der Bevölkerung oktroyierten, dass Deutsch die bessere Sprache wäre, und sie gegen die dänische Sprachpolitik aufhetzten. Auch die von der Regierung 1846 und 1850 angestrengte Untersuchung über die Sprachverhältnisse in Mittelholstein, bei der die Pastoren Auskunft über den Sprachgebrauch in ihren Gemeinden geben sollten, floss in seine Beurteilung ein. Allerdings verfälschte er aus seiner nationalromantischen Perspektive heraus die Berichte teilweise, indem er alle deutschen Elemente aus den angeldänischen Sprachproben entfernte.
Selbst mit religiösen Argumenten wurde versucht, die Maßnahmen zu rechtfertigen. Der Kopenhagener Pastor Friedrich Hammerich erklärte die Ersetzung der deutschen mit dänischen Pastoren für geradezu notwendig für das Seelenheil der Bevölkerung. Durch die Schleswig-Holsteinische Kirchen-Agende des Generalsuperintendenten Adler von 1797 seien die Sakramente verfälscht worden. Eine Taufe nach der Adlerschen Agende ohne Exorzismus sei höchstens eine Nottaufe. Im Königreich sei aber keine rationalistische Agende eingeführt worden, weshalb die Gemeinden durch die dänischen Pastoren und das von diesen mitgebrachte dänische Kirchenritual von 1685 wieder in den Genuss der reinen Lehre gelangten. Für den deutschsprachigen Gottesdienst wurde 1850 das wegen des Streits um die Adlersche Agende 1797/98 nie ganz abgelöste, der lutherischen Orthodoxie verpflichtete Kirchen-Buch des Adam Olearius von 1665 neu aufgelegt.

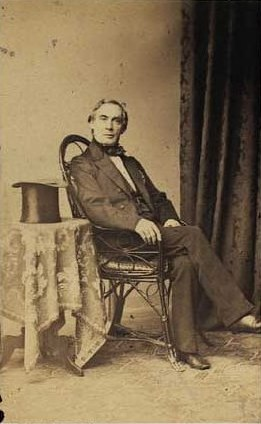
Harald Raasløff, 1854–1856 Minister für Schleswig

Daneben gab es in Dänemark gemäßigte und konservative Stimmen, selbst in Regierungskreisen, die die Sprachreskripte ablehnten, weil sie fürchteten, dass gerade an der zwangsweisen Danisierung die Einheit im Gesamtstaat zerbrechen würde.   Der Kultusminister Johan Nicolai Madvig im Kabinett unter Adam Wilhelm Moltke, das zur Zeit des Erlasses der Reskripte die Regierung stellte, führte sogar zur selben Zeit Deutsch als Fremdsprache an den Gymnasien im Königreich ein. Harald Raasløff (1810–1893), ab Dezember 1854 Minister für Schleswig in der Regierung Bang, stand dem dänischen Umgang mit der Sprachenfrage kritisch gegenüber. Er konnte sich aber mit seinem Versuch einer Revision, bei der wenigstens einige Gemeinden, in denen „seit mehr als einem Menschenalter nur deutsch gesprochen“ wurde, von den Regelungen ausgenommen würden, nicht gegen den eiderdänischen Kultusminister Carl Christian Hall durchsetzen und wurde im Februar 1856 zum Ministerium für Holstein versetzt. Unter dem Pseudonym Theophilus verfasste er Die schleswigsche Sprachsache (1858), worin er die Ansicht vertrat, dass in der Sprachenfrage kein Zwang gelten solle. Stattdessen empfahl er die Teilung Schleswigs entlang der Sprachgrenze in einen deutschsprachigen Teil, der mit Holstein zu vereinigen sei, und einen dänischsprachigen, der sich an Dänemark anschließen solle. Diese Ansicht unterstützte Constant Dirckinck-Holmfeld, ein Vertreter der Gesamtstaattheorie und Förderer der dänischen Sprache. Seiner Ansicht nach war die Hinwendung der Bevölkerung zur deutschen Sprache deren Entscheidung und kein Hindernis der staatlichen Einheit. Allein der vom „Partei-Skandinavismus“ der Eiderdänen ausgehende Zwang würde zur Spaltung führen.

### Internationale Kritik und politische Reaktion
Die Sprachenreskripte und ihre oft rigide Durchsetzung stießen im verbündeten Ausland sofort auf Kritik. Auf Druck von Russland musste Tillich schon im Juli 1851 desselben Jahres nach nur drei Monaten sein Amt als Minister für Schleswig räumen. Den eiderdänischen Bestrebungen entgegengesetzt war auch das am 8. Mai 1852 unterzeichnete Londoner Protokoll, in dem die europäischen Großmächte Vereinigtes Königreich, Zweite Französische Republik, Russisches Kaiserreich, Königreich Preußen und Kaisertum Österreich sich mit den skandinavischen Reichen Königreich Schweden und Königreich Dänemark verständigten, dass die Herzogtümer als eigenständige Einheiten zu belassen seien und Schleswig verfassungsrechtlich nicht enger an Dänemark zu binden sei als Holstein. Dänen und Deutsche sollten gleichberechtigt sein. Das Ziel der eiderdänischen Regierung blieb dagegen trotz des Londoner Protokolls die Integration ganz Schleswigs ins Königreich und eine gemeinsame Verfassung. Regenburg blieb bis 1864 im Amt, und auch Tillichs in den Jahren bis 1864 schnell wechselnde Nachfolger als Minister für Schleswig, deren Sitz schon 1852 nach Kopenhagen verlegt wurde, führten die Durchsetzung der Sprachreskripte ungeachtet aller lokalen und internationalen Proteste fort. Die Menge der Petitionen führte zunächst dazu, dass das „Petitionieren“ in einzelnen Gebieten, besonders in den rein deutschsprachigen Gemeinden im Amt Gottorf, untersagt wurde. Versammlungen wurden untersagt. Die dänischgesinnte Gegenpartei diffamierte die Petitionen: Die Unterschriften seien teilweise unter Druck der „Mächtigen im Kirchspiel“ zustande gekommen. In der Schleswiger Ständeversammlung fand die Wiederherstellung der alten Sprachverhältnisse keine Mehrheit. In einem Bereich hatten die Proteste jedoch Erfolg: Unter dem Druck zahlreicher Petitionen wurde am 9. Januar 1861 die Konfirmation wieder zum kirchlichen Akt erklärt und die Wahl der Sprache freigestellt. Zu Ostern desselben Jahres wurden von 471 konfirmierten Jugendlichen in Angeln 422 auf Deutsch konfirmiert. Die 49 dänischen Konfirmanden waren fast alle Kinder dänischer Beamter. Dasselbe Reskript erlaubte auch wieder deutschsprachigen Hausunterricht.

## Folgen

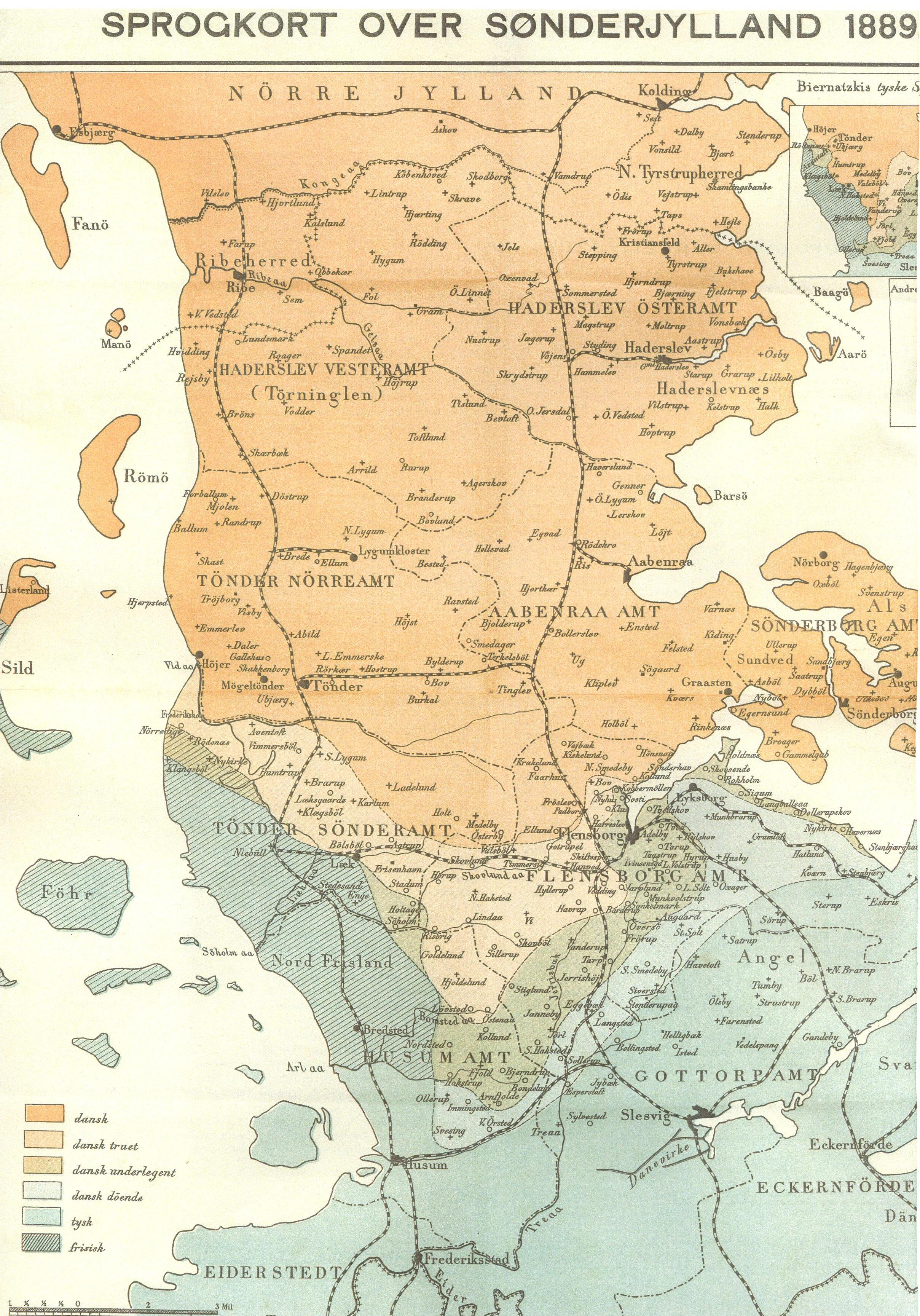
Sprachenkarte nach Clausen von 1889; die sogenannte Clausen-Linie ist gestrichelt dargestellt.

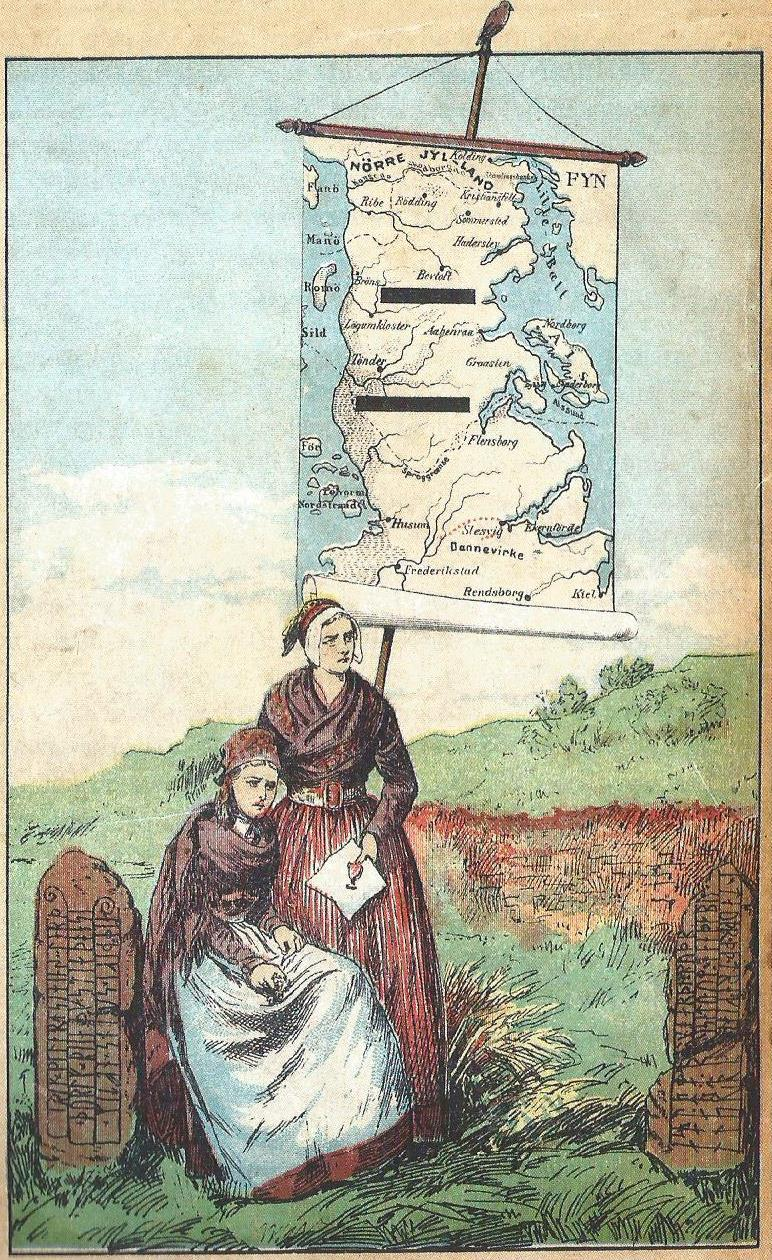
Zwei Mädchen in Föhrer und Alser Tracht neben Runensteinen an der Waldemarsmauer, dahinter eine Karte, die durch die schwarzen Balken das Verbot des Namens Sønderjylland für Nord- und Mittelschleswig 1895 symbolisiert. Die Sprachgrenze ist südlich von Flensburg eingezeichnet, reicht aber längst nicht mehr soweit nach Mittelschleswig hinein wie auf den Karten um 1845.

Trotz der lokalen und internationalen Kritik blieben die Sprachreskripte bis 1864 in Geltung. Im Herzogtum Schleswig beförderten sie eine antidänische Haltung. Auch im Ausland sank das Ansehen Dänemarks. Die Verletzung des Londoner Protokolls durch die Novemberverfassung von 1863, die Schleswig ganz in das Königreich integrierte, führte zur Bundesexekution von 1863 und zum Deutsch-Dänischen Krieg von 1864. Nach der dänischen Niederlage wurden schon 1864 die meisten aus dem dänischen Königreich entsandten Beamten, Prediger und Lehrer entlassen. Deutsch wurde dort wieder Schulsprache, wo sie es vor 1851 gewesen war, wobei in einigen Gemeinden mit großem dänischsprachigen Bevölkerungsanteil abgestimmt werden durfte. Dabei entschied sich eine große Mehrheit für die deutsche Schul- und Kirchensprache. Nur in Süderlügum, Braderup, Karlum, Ladelund und Medelby blieb es bei der wöchentlichen Abwechslung zwischen deutschem und dänischem Gottesdienst. Die freie dänische Gemeinde in Flensburg wurde aufgelöst, die dänischsprachigen Gottesdienste an der Heiliggeistkirche aber beibehalten. Die dänische Bürgerschule in Flensburg, die mit dem Abzug der dänischen Beamten schon viele Schüler verloren hatte, durfte nur noch Kinder dänischer Eltern aufnehmen, die zuvor eine Sprachprüfung ablegen mussten.
Im Prager Frieden vom 23. August 1866 wurde den Nordschleswigern eine Abstimmung über ihre Zugehörigkeit zu Dänemark in Aussicht gestellt. Trotzdem verleibte Preußen sich 1867 die Herzogtümer als Provinz Schleswig-Holstein ein. Von der 1866 angedachten Abstimmung war trotz einer Mehrheit für dänischgesinnte Kandidaten bei den Reichstagswahlen im Februar und August 1867 nicht mehr die Rede, stattdessen wurde die „Nordschleswig-Klausel“ am 13. April 1878 durch Vertragsschluss zwischen Preußen und Österreich aufgehoben. Die dänische Sprache in Nordschleswig wurde unterdrückt. Mit dem Spracherlass von 1871, dem Geschäftssprachenerlass von 1876, der Verfügung von 1878 und einer weiteren Verordnung von 1888 wurde Hochdeutsch alleinige Amt-, Schul- und Kirchensprache in der preußischen Provinz. Ab 1888 durfte Dänisch schließlich nur noch in der ersten Klasse und in den zwei Wochenstunden Religionsunterricht verwendet werden, auch dänische Privatschulen wurden geschlossen. Zwar wurden im Predigerseminar in Hadersleben Lehrer und Prediger auf den dänischsprachigen Religionsunterricht vorbereitet, doch die Kenntnisse der Kinder in Reichsdänisch nahmen ab. Schleswig wurde somit auch sprachlich zunehmend ins deutsche „Vaterland“ integriert. Die südjütischen Dialekte in Mittelschleswig verschwanden in der preußischen Zeit fast gänzlich, nur in einigen Dörfern auf der Schleswigschen Geest blieb ein als „Kartoffeldänisch“ verspotteter Dialekt erhalten.
In Nordschleswig blieb jedoch Sønderjysk weiterhin Volks- und Alltagssprache. Gegen die „Germanisierung“ organisierte sich die dänischsprachige Bevölkerung in Vereinen zum Erhalt der dänischen Sprache und Kultur, die von der preußischen Regierung misstrauisch betrachtet wurden. Schleswig-holsteinische Nationalisten betonten im Gegenzug die Einheit der ehemaligen Herzogtümer. 1895 wurde die Bezeichnung Sønderjylland für Nordschleswig verboten. Ernst von Köller, Oberpräsident der Provinz 1897–1901, ließ aus Dänemark zugewanderte Dienstboten und Einheimische mit dänischem Pass, sogenannte „Optanten“, ausweisen und dänische Vereine verbieten. Ab 1908 bestimmte das Reichsvereinsgesetz, dass auch private Veranstaltungen und Vereinssitzungen in Gebieten mit weniger als 60 % deutschen Muttersprachlern auf Deutsch abgehalten werden mussten. Immer mehr wurde der Gebrauch der Alltagssprache zum nationalen Bekenntnis. Der Gesang einiger als nationalistisch eingestufter dänische Lieder wurde verboten – nicht aber der Abdruck und der Verkauf der Liederbücher.
Der dänische Historiker, Bevölkerungsstatistiker und Geograph Hans Victor Clausen publizierte 1889 anhand älterer Untersuchungen und eigener Befragungen eine Sprachenkarte, in der er eine Trennlinie zwischen den deutschen und dänischen Bevölkerungsteilen vorschlug. Bei der Volksabstimmung in Schleswig 1920 wurde Schleswig dann an der Clausen-Linie geteilt, die fast genau auf der Trennlinie zwischen deutscher und dänischer Kirchen- und Schulsprache um 1800 lag und weitgehend der von Harald Raasløff 1858 vorgeschlagenen Grenze entsprach.

## Historischer Kontext
Das sich seit dem 18. Jahrhundert entwickelnde Ideal des Nationalstaats war eng mit dem Gedanken des dem Staatsvolk gemeinsamen Vaterlandes verknüpft. Das beinhaltete auch die Forderung nach einer einheitlichen Sprache und Kultur als Ausdruck der nationale Identität. In Frankreich begann die Förderung des Langue d’oïl als Nationalsprache bereits Mitte des 18. Jahrhunderts im Zuge der Zentralisierung durch Ludwig XIV. Die Regional- und Umgangssprachen Okzitanisch und Frankoprovenzalisch wurden in der Folge vielerorts zurückgedrängt. Im Zusammenhang mit den Revolutionen 1848/1849 verbreitete sich der nationalromantische Gedanke einer einheitlichen, das Staatsvolk von anderen Völkern abgrenzenden Nationalsprache europaweit. In Norwegen, das nach dem Wiener Kongress von Dänemark unabhängig geworden war, führte der Wunsch nach einer eigenen, vom Dänischen abgesetzten Sprache Mitte des 19. Jahrhunderts sogar zu zwei norwegischen Sprachen, dem aus von dänischen Spracheinflüssen weitgehende freien, bis dahin nicht verschriftlichten Dialekten gebildeten Landsmål (heute Nynorsk) und dem aus der dänischen Verwaltungssprache entstandenen Bokmål (vor 1929 Riksmål genannt), das sich vom Dänischen vor allem durch die an die Aussprache angepasste Rechtschreibung unterschied.
Im Zusammenhang mit dem Verfall größerer Vielvölkerstaaten gab es in vielen Staaten Bestrebungen, die Minderheiten durch Assimilation im Mehrheitsvolk aufgehen zu lassen. In diesen Rahmen gehörte beispielsweise die Magyarisierung im Königreich Ungarn. Auch das Königreich Preußen verfolgte die Politik einer einheitlichen Reichsprache rigoros. So wurde in den 1815 wieder an Preußen gefallenen niederrheinischen Gebieten Kleve und Preußisch-Geldern ab 1827 der Gebrauch der niederländischen Minderheitssprache an den Schulen verboten, blieb jedoch bis Ende des 19. Jahrhunderts als Kirchensprache erhalten. In der ebenfalls mit dem Wiener Kongress an Preußen gekommenen Provinz Posen dominierte dagegen die polnische Sprache und blieb gleichberechtigt neben der deutschen Sprache. Erst nach dem Aufstand 1848 verlor Posen seine Sonderrechte. 1852 wurde dort Deutsch als Gerichtssprache eingeführt. In der Schule wurde, ähnlich wie es in den dänischen Sprachreskripten für die deutsche Sprache verfügt wurde, Polnisch nur für die Schulanfänger und im Religionsunterricht zugelassen. Als 1901 auch der Religionsunterricht auf Deutsch erteilt werden sollte, kam es zum Wreschener Schulstreik.